# Schellhof (Absberg)
Schellhof ist ein Gemeindeteil des Marktes Absberg im Landkreis Weißenburg-Gunzenhausen (Mittelfranken, Bayern). Schellhof liegt in der Gemarkung Absberg.

## Lage
Die Einöde liegt im Fränkischen Seenland, einen Kilometer östlich von Absberg. Südlich befindet sich der Kleine Brombachsee, unweit nordöstlich der langgestreckte Igelsbachsee. Eine Ortsstraße verbindet Schellhof mit Absberg und der Kreisstraße WUG 1. Östlich verläuft die Gemeindegrenze zur Stadt Spalt im Landkreis Roth.

## Geschichte
Schellhof gehörte schon vor der bayerischen Gebietsreform von 1972 zu Absberg. Im Jahre 1846 sind dort zwei Häuser, zwei Familien und neun Einwohner verzeichnet. 1871 lebten im Ort in vier Gebäuden 13 Menschen, die Viehzählung 1873 ermittelte vier Pferde und 16 Rinder.
Kirchlich gehört der Ort zur evangelischen Christuskirche in Absberg im Evangelisch-Lutherischen Dekanat Gunzenhausen sowie zur katholischen Kirchengemeinde St. Ottilia in Absberg im Dekanat Weißenburg-Wemding im Bistum Eichstätt.